# テレビ de ぼやき川柳
テレビ de ぼやき川柳（てれび で ぼやきせんりゅう）は、NHK大阪放送局が近畿広域圏向けに放送していたバラエティー番組、及びテレビ番組内のコーナー名である。
2007年1月4日と1月5日にパイロット版を放送し、同年4月6日からレギュラー放送を開始した。ただし2008年度からはテレビ番組内の1コーナーとして放送されている（後述）。

## 概要
NHK大阪局は毎週土曜日の午後に、ラジオ第1で全国番組「かんさい土曜ほっとタイム」を放送しているが、この中のコーナーが、15時台の「ぼやき川柳アワー」である。
この番組はそのテレビ版であり、ラジオのスタジオにテレビカメラを持ち込み（スタジオの奥に1台と、各出演者の目下に1台ずつの計4台）、「ぼやき川柳アワー」の模様をダイジェスト版で放送する。全国放送であるラジオ番組側とも連携している。
しかし、テレビ側では関西ローカル番組として位置づけられているため、関西2府4県以外では見ることができない。また前述の通り、内容はラジオで募集し紹介されたものの中から採り上げる形となっており、この番組としての作品募集はしていなかった。
- なお、ラジオで2007年2月24日に放送された分からテレビで放送されている。

2007年度にはテレビ版独自のコーナーとして、関西地方にある商店街を訪れ（リポーターはいない）、商店の店主や店員などにぼやき川柳を作ってもらう「あなたもぼや川メイト」と、番組の裏話を紹介する「佐藤誠の今週のぼやき」が放送されていた。
単独番組としての放送は2008年3月7日（ラジオ側では同年2月16日放送分）で終了。2008年度からはラジオ放送と同じ土曜日の、関西ローカル番組に於ける1コーナーとして再出発している。これは17時台の帯番組が再び月-金曜ベルトになるのと、若者向け生活情報番組「あほやねん!すきやねん!」の番組構成の性質上による。

## 放送時間

### 2007年度
単独の番組として放送。
- 本放送　毎週金曜日 17:15 - 17:40
祝日・大相撲・高校野球開催時は休止。
- 再放送 毎週第4・第5土曜日 5:15 - 5:40
2007年6月23日から。前日に放送されたもの。

### 2008年度
2008年度は単独の番組としてではなく、『ぐるっと関西プラス』の1コーナーとして放送されている。また、ラジオ本編放送日当日の放送となった。
- テレビ側では、前週分のダイジェスト版VTR放送後、ラジオ番組側の当日の放送時間・今週のお題・投句先（FAXの電話番号とウェブページのURL）が紹介されている。

### 2009年度
『ぐるっと関西プラス』の放送終了に伴い、『ぐるっと関西おひるまえ』土曜日へ移行・存続している（テレビ側での紹介内容は2008年と同様）。

### 2010年度
「ぼやき川柳」としての放送は終了し、『ぐるっと関西おひるまえ』の「コレみて!ライフナビ」
（2012年度は「ひるコレ」）コーナーで大西が出演する「川柳を楽しもう」というコーナーが開始した（月1回放送）。
- ラジオの「ぼやき川柳」コーナーについては同年度より放送終了後に番組公式サイトでの配信がスタート。放送終了3日後となる毎週火曜日午後に更新され1週間聴くことができる。

## 出演
- 佐藤誠（元NHK大阪放送局アナウンサー、テレビ版の進行役）
- 大西泰世（川柳作家）
- 海原さおり（漫才師）
- 千堂あきほ（タレント、女優）
2008年、ラジオ番組の方で不妊治療の末の妊娠を発表。出産後は仕事復帰に伴い、不定期出演ながら復帰。
- 西川かの子（タレント）
- 奥野史子（スポーツコメンテーター、（1992年バルセロナオリンピック アーティスティックスイミング銅メダリスト）不定期出演

なお佐藤・大西以外は、自分がラジオで担当した回の内容が放送される日の出演。ラジオでも通常、交替での出演である。

### 過去の出演者
- 武田美保（2004年アテネオリンピック アーティスティックスイミング銀メダリスト）